# شيريي جيل
شيريي جيل هي ممثلة فلبينية، ولدت في 12 مايو 1963 في مانيلا في الفلبين.

## وصلات خارجية
- شيريي جيل على موقع IMDb (الإنجليزية)
- شيريي جيل على موقع ميوزك برينز (الإنجليزية)
- شيريي جيل على موقع قاعدة بيانات الفيلم (الإنجليزية)